# Internationale Rode Hulp

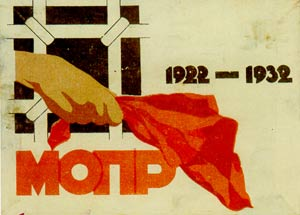
Label van de Internationale Rode Hulp ca. 1930

Internationale Rode Hulp (ook bekend onder de Russische afkorting MOPR) was een internationale sociale organisatie die verbonden was met de Communistische Internationale.  De organisatie werd opgericht in 1922 om als communistische tegenhanger van het Internationale Rode Kruis te functioneren. De organisatie werd geleid door Clara Zetkin, Jelena Stasova en Tina Modotti.
De organisatie leidde campagnes voor steun aan communistische gevangenen en verzamelde materiële en humanitaire steun in specifieke situaties. Zo werd ook hulp gegeven aan de tussen 1933 en 1940 uit Duitsland naar Nederland uitgeweken communistische vluchtelingen. In België steunde de Rode Hulp ook de slachtoffers van de Spaanse Burgeroorlog en de kinderen die noodgedwongen Spanje moesten verlaten. Secretaris-generaal voor België was Bruno Steyaert. In Nederland had Leo van Lakerveld (1895-1955) de leiding, bestuurder van de Communistische Partij Holland.
In 1924 bestonden de volgende zusterorganisaties
- Bulgarije: 'Organisatie voor Steun aan de Slachtoffers van de Kapitalistische Dictatuur'
- Duitsland: Rote Hilfe Deutschlands, enige tijd geleid vanuit de Barkenhoff te Worpswede
- Finland: Suomen Punainen Apu (Rode Hulp van Finland)
- Frankrijk: Secours Rouge International
- Italië: Soccorso rosso italiano
- Mexico: Liga Pro Luchadores Perseguidos (Liga ter Ondersteuning van Vervolgde Strijders)
- Nederland: Roode Hulp Holland, ook Internationale Roode Hulp
- Noorwegen: Norges Roede Hjelp
- Oostenrijk: Österreichische Rote Hilfe
- Polen: Czerwona Pomoc w Polsce
- Sovjet-Unie: Международная организация помощи борцам революции (Internationale Rode Hulp aan Strijders van de Revolutie)
- Spanje: Socorro Rojo Internacional
- Verenigd Koninkrijk: International Class War Prisoners Aid
- USA: International Labor Defense
- Zweden: Internationella röda hjälpen – svenska sektionen

De organisatie hield kort na het eind van de Tweede Wereldoorlog op te bestaan. 
In 2000 werd zij op veel kleinere schaal heropgericht, met een meer politiek en een minder humanitair kenmerk.